# 厚田村
厚田村（日语：／ Atsuta mura */?）是過去位於北海道石狩支廳東北部臨日本海的一個村，產業以漁業和稻作為主。已於2005年10月1日與濱益村一起併入石狩市，過去的轄區現在設置為地方自治區「厚田區」。
村名源自阿伊努語的「at-ta」（採收榆樹樹皮的地方）或是「at-wor-us-nay」（浸泡榆樹樹皮的河流），在過去榆樹樹皮作成的纖維是阿伊努族製作服飾的材料。

## 歷史
由於位於日本海沿海地區，因此在北海道是屬於較早開發的地區，從1600年代就因為捕捉鯡魚開始開發。
- 1902年4月1日：
  - 厚田郡厚田村、別狩村、小谷村、押琴村、古潭村、安瀬村、濃晝村合併為厚田村，並成為北海道二級村。[1]
  - 望來村、聚富村、嶺泊村合併為望來村，並成為北海道二級村。
- 1907年4月1日：望來村併入，並成為北海道一級村。
- 2005年10月1日：與濱益村一起併入石狩市。

## 交通

### 道路
一般國道
- 國道231號

| 主要地方道 - 北海道道11號月形厚田線 | 道道 - 北海道道527號望來當別線 |

### 巴士
- 北海道中央巴士
- 特急羽幌號（沿岸巴士）

## 觀光

### 景點
- 暑寒別天賣燒尻國定公園
- 厚田公園
- 義經的淚岩

## 教育
| - 厚田村立厚田中學校 - 厚田村立望來中學校 - 厚田村立聚富小中學校 | - 厚田村立厚田小學校 - 厚田村立望來小學校 - 厚田村立聚富小中學校 |

## 姊妹市・友好都市

### 日本
- 門前町（石川縣鳳珠郡）：已於2006年2月1日合併為輪島市。

## 本地出身之名人
- 子母澤寛：小説家
- 戶田城聖：創價學會第二任會長
- 吉葉山潤之輔：第43代橫綱